# Avondale Shipyards

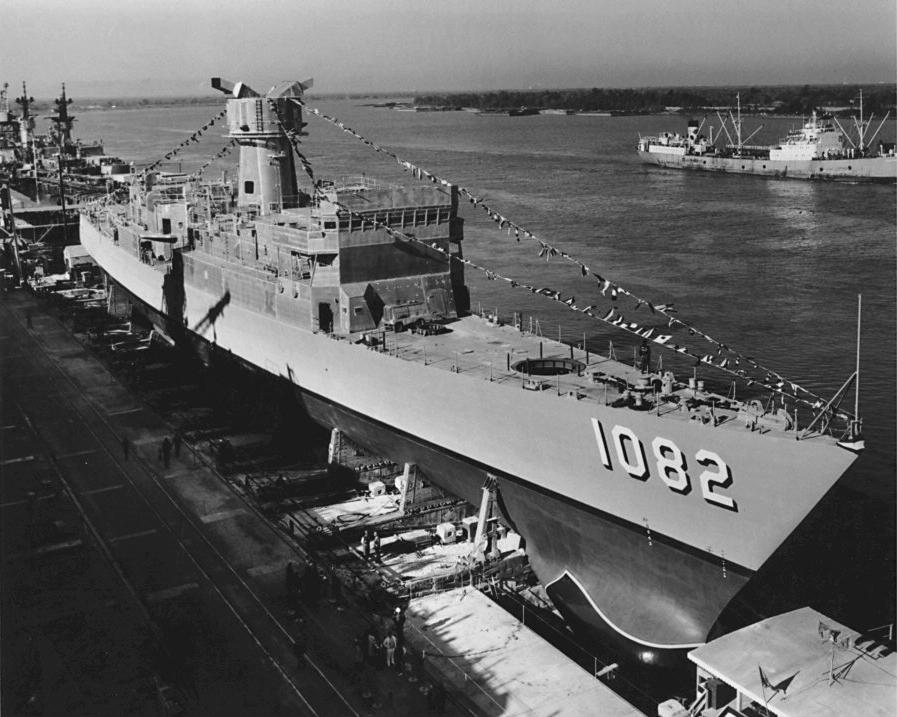
USS Elmer Montgomery aan de kade van de werf in 1970

Avondale Shipyards was een onafhankelijke scheepsbouwer. Eerst werd het overgenomen door Litton Industries, die weer werd overgenomen door Northrop Grumman. In 2011 kwam de werf in handen van Huntington Ingalls.
De werf is gesitueerd op de westelijke oever van de Mississippi, ongeveer 30 kilometer stroomopwaarts van New Orleans, nabij Westwego. Het was de plek van de modernisering van de USS Iowa begin jaren 1980 en bouwde ook enkele van de LASH-schepen. Eens was het grootste werkgever in de staat Louisiana met ongeveer 26.000 werknemers.
Medio 2010 maakte Northrop Grumman bekend de werf in 2013 te sluiten. Voor de sluiting plaatsvond werd in maart 2011 de scheepsbouwdivisie Northrop Grumman Shipbuilding Inc., inclusief de Avondale-werf, overgenomen door Huntington Ingalls.

## Gebouwde schepen
Schepen gebouwd door Avondale zijn onder meer:
- San Antonio-klasse, een amfibisch transportschip
  - USS New Orleans (LPD-18), tewatergelaten in 2005
- Hamilton-klasse cutter voor de United States Coast Guard, 12 cutters tussen 1967 en 1972
- USS Moinester (FF-1097), Knox-klasse fregat, in dienst gekomen op 2 november 1974
- USCGC Greenbrier, US Coast Guard riviertender
- Henry J. Kaiserklasse, 16 bevoorradingsschepen voor brandstoffen

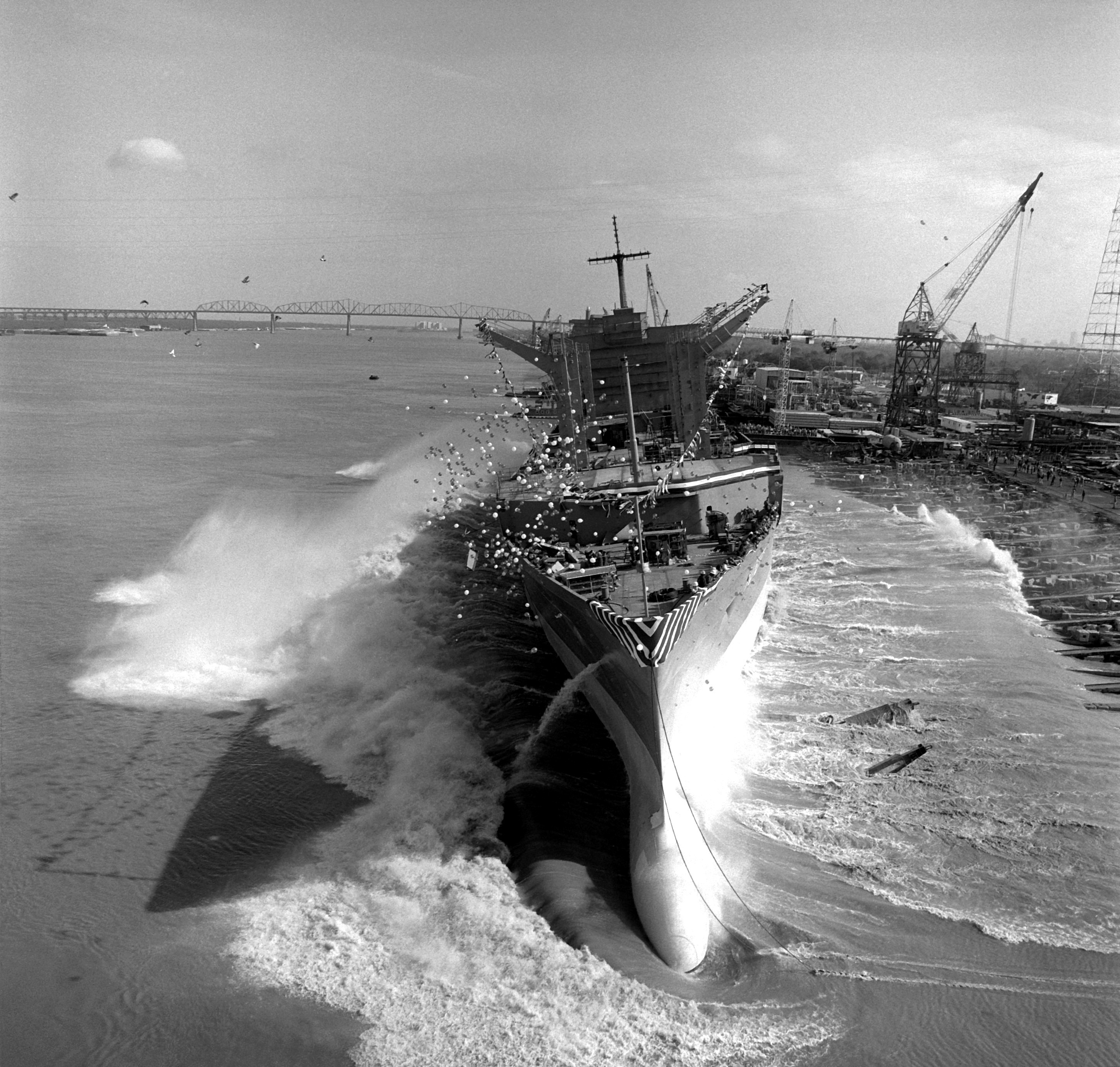
USS Platte
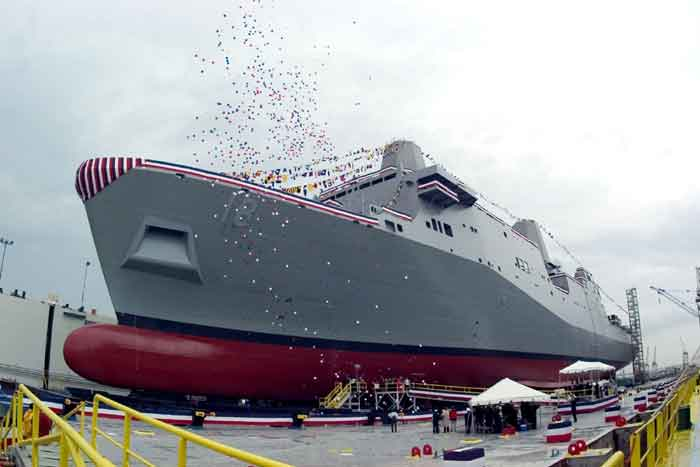
USS New Orléans
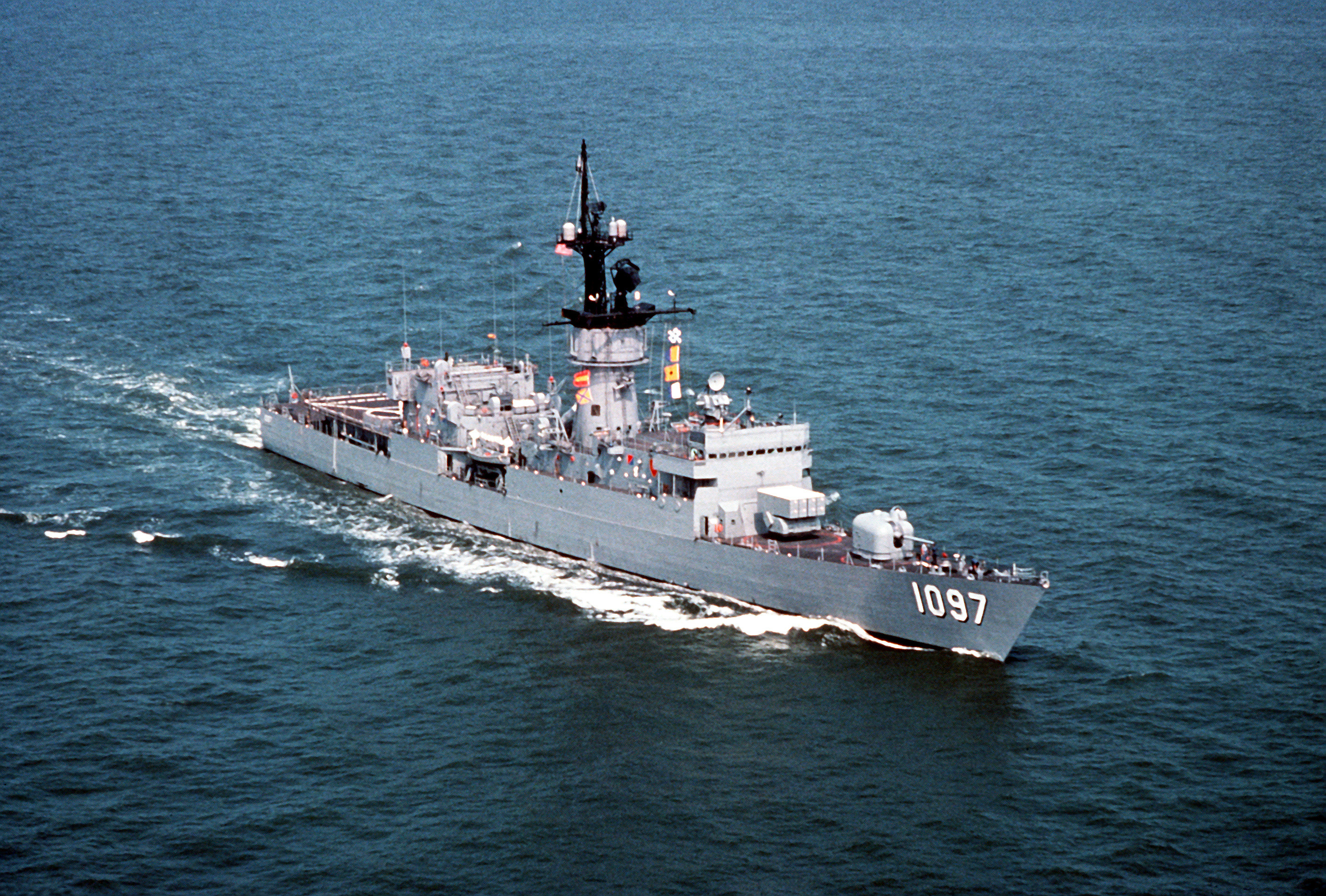
USS Moinester (FF-1097)
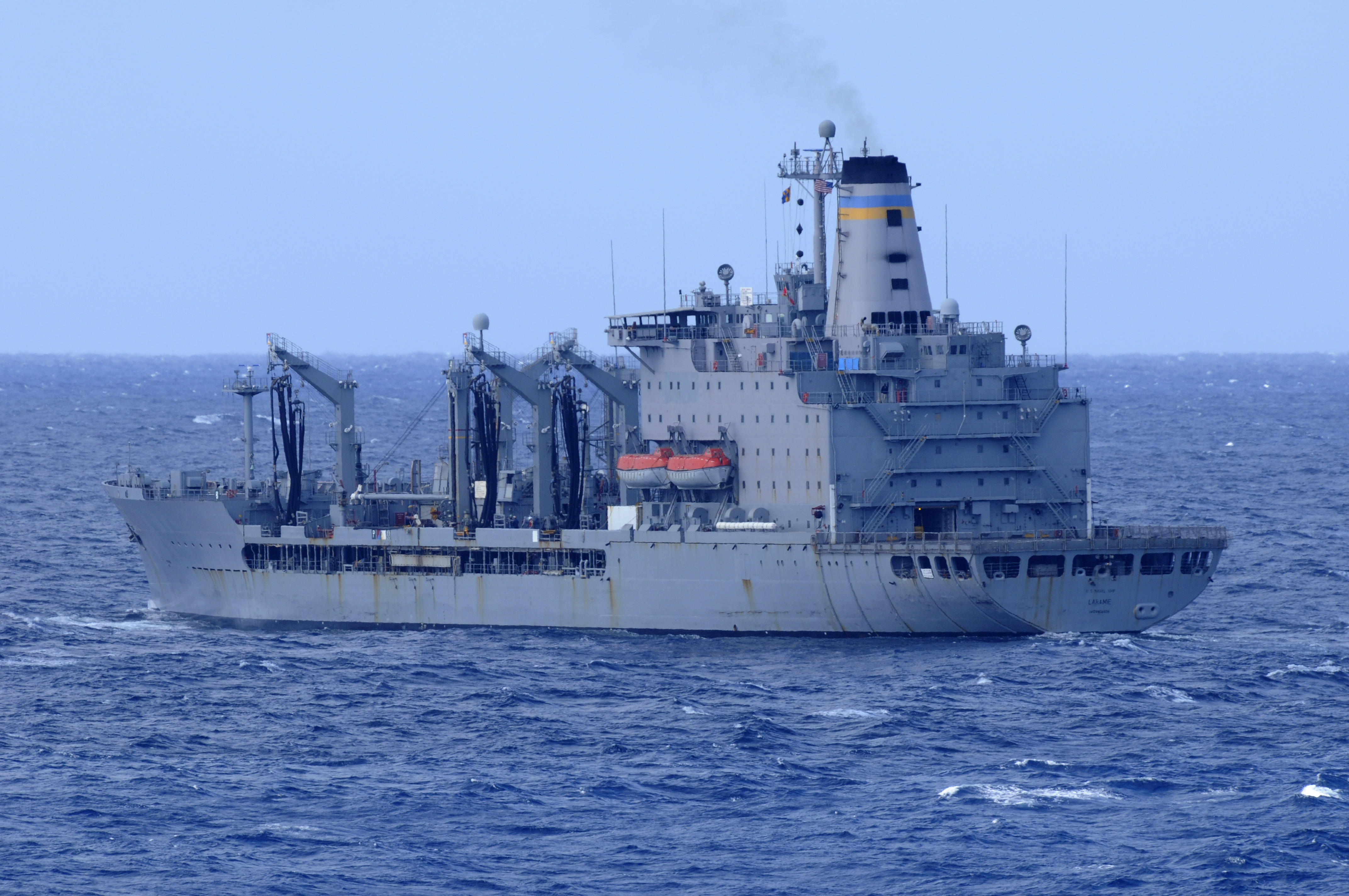
USNS Laramie (T-AO-203)